# Demetria
A Demetria a Demeter, Dömötör nevek női párja.

## Gyakorisága
Az 1990-es években szórványos név, a 2000-es években nem szerepel a 100 leggyakoribb női név között.

## Névnapok
- június 21.[2]

## Híres Demetriák
- Demetria Devonne Lovato - amerikai énekesnő, színésznő, dalszerző.
- Demetria Gene Guynes, azaz Demi Moore - amerikai színésznő